# Élection présidentielle ivoirienne de 1975
L'élection présidentielle ivoirienne de 1975 se déroule le 16 novembre 1975.

## Résultats
| Candidats                | Candidats                | Partis                   | Voix      | %     |
| ------------------------ | ------------------------ | ------------------------ | --------- | ----- |
|                          | Félix Houphouët-Boigny   | PDCI                     | 2 404 905 | 100   |
|                          |                          |                          |           |       |
| Votes valides            | Votes valides            | Votes valides            | 2 404 905 | 99,98 |
| Votes blancs et nuls     | Votes blancs et nuls     | Votes blancs et nuls     | 502       | 0,02  |
| Total                    | Total                    | Total                    | 2 405 407 | 100   |
| Abstention               | Abstention               | Abstention               | 4 635     | 0,19  |
| Inscrits / participation | Inscrits / participation | Inscrits / participation | 2 410 042 | 99,81 |